# Yellowknife
|  | Per a altres significats, vegeu «Yellowknife (tribu)». |

Yellowknife (62° 27′ N 114° 21′ O) és la capital dels Territoris del Nord-oest al Canadà i l'única ciutat al territori, amb una població de 15.748 habitants (2006). La seva població és majoritàriament mestissa.
Dels vuit idiomes oficials dels Territoris del Nord-oest, se'n parlen cinc en nombres significatius a Yellowknife: chipewyan, dogrib, slave del sud i del nord, anglès i francès.
La regió ha estat objecte d'un boom econòmic des de la troballa i explotació de jaciments de diamants de gran qualitat durant la dècada de 1990.